# 2,3-비스포스포글리세르산
2,3-비스포스포글리세르산(영어: 2,3-bisphosphoglyceric acid, 2,3-BPG)은 3탄소 화합물로 해당과정의 대사 중간생성물인 1,3-비스포스포글리세르산(1,3-BPG)의 이성질체이다. 짝염기는 2,3-비스포스포글리세르산염(영어: 2,3-bisphosphoglycerate)이다. 2,3-다이포스포글리세르산(영어: 2,3-diphosphoglyceric acid, 2,3-DPG)이라고도 하며, 이의 짝염기는 2,3-다이포스포글리세르산염(영어: 2,3-diphosphoglycerate)이다.
2,3-비스포스포글리세르산은 사람의 적혈구에 약 5 mmol/L로 존재한다. 2,3-비스포스포글리세르산은 입체구조적 차이로 인해 산소와 결합한 헤모글로빈(예: 폐에서)보다 산소와 결합하지 않은 헤모글로빈(예: 조직 세포 근처에서)에 더 큰 친화력으로 결합한다. 2,3-비스포스포글리세르산(약 9 Å의 크기로 추정됨)은 산소와 결합하지 않은 헤모글로빈의 입체 구조(11 Å 포켓 포함)에는 적합하지만, 산소와 결합한 헤모글로빈의 입체 구조(5 Å)에는 적합하지 않다. 2,3-비스포스포글리세르산은 산소와 결합하지 않은 헤모글로빈의 β 소단위체와 상호작용하여 산소에 대한 친화성을 감소시키고 헤모글로빈에 결합된 나머지 산소 분자의 방출을 다른 자리 입체적으로 촉진한다. 따라서 2,3-비스포스포글리세르산은 산소를 가장 필요로 하는 조직 근처에서 적혈구가 산소를 방출하는 능력을 향상시킨다. 2,3-비스포스포글리세르산은 알로스테릭 효과인자이다.
2,3-비스포스포글리세르산의 이러한 기능은 1967년에 라인홀트 베네슈(Reinhold Benesch)와 루스 베네슈(Ruth Benesch)에 의해 발견되었다.

## 물질대사
2,3-비스포스포글리세르산(2,3-BPG)은 비스포스포글리세르산 뮤테이스에 의해 1,3-비스포스포글리세르산(1,3-BPG)로부터 생성된다. 그런 다음 2,3-비스포스포글리세르산은 2,3-비스포스포글리세르산 인산가수분해효소에 의해 분해되어 3-포스포글리세르산을 형성한다. 따라서 2,3-비스포스포글리세르산의 합성 및 분해는 고에너지 카복실산-인산 혼합 무수 결합이 비스포스포글리세르산 뮤테이스에 의해 절단될 때 생성되는 2,3-비스포스포글리세르산 분자당 순비용으로 1분자의 ATP의 소모를 수반하는 해당과정의 단계를 우회하는 것이다.
|  |

정상적인 해당과정 경로는 포스포글리세르산 키네이스에 의해 탈인산화되어 1,3-비스포스포글리세르산과 ADP를 3-포스포글리세르산과 ATP로 전환하거나 루베링-라포포트 경로로 전환될 수 있으며, 여기서 비스포스포글리세르산 뮤테이스는 1,3-비스포스포글리세르산(1,3-BPG)의 1번 탄소(C1)로부터 2번 탄소(C2)로 포스포릴기의 전이를 촉매하여 2,3-비스포스포글리세르산(2,3-BPG)을 생성한다. 적혈구에서 가장 농도가 높은 유기인산인 2,3-비스포스포글리세르산은 2,3-비스포스포글리세르산 인산가수분해효소의 작용에 의해 3-포스포글리세르산(3PG)으로 전환된다. 2,3-비스포스포글리세르산의 농도는 H+의 농도에 비례하여 변한다.
세포의 물질대사에 필요한 에너지를 지원하기 위해 ATP를 생성해야 하는 필요성과 헤모글로빈의 적절한 산소화/탈산소화 상태를 유지해야 하는 필요성 사이에는 미묘한 균형이 있다. 이러한 균형은 1,3-비스포스포글리세르산(1,3-BPG)가 2,3-비스포스포글리세르산(2,3-BPG)로 이성질화되어 유지되며, 이는 헤모글로빈의 탈산소화를 향상시킨다.

## 결합의 효과

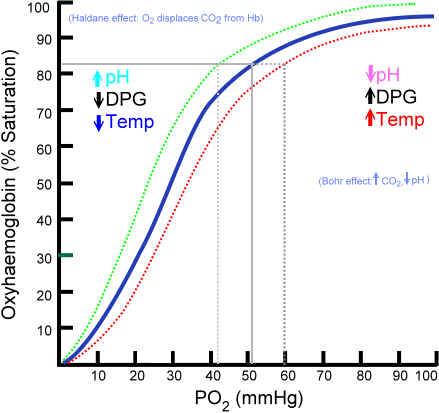
산소-헤모글로빈 해리 곡선

2,3-비스포스포글리세르산(2,3-BPG)은 디옥시헤모글로빈과 결합하여 산소 운반체의 낮은 산소 친화도 상태(T 상태)를 안정화시키는 역할을 한다. 이는 헤모글로빈의 β 소단위체에 있는 리신 및 히스티딘 잔기와 염다리를 형성하여 분자 대칭성과 양극성(positive polarity)을 이용하여 탈산소 입체구조의 공동(cavity)에 깔끔하게 맞추게 한다. 헴기에 산소가 결합된 R 상태는 다른 입체구조를 가지며, 이러한 상호작용을 허용하지 않는다.
헤모글로빈은 그 자체로 S자 모양의 해리 곡선을 가지고 있다. 디옥시헤모글로빈에 선택적으로 결합할 때 2,3-비스포스포글리세르산(2,3-BPG)은 T 상태의 입체구조를 안정화시켜 산소가 헤모글로빈에 결합하는 것을 더 어렵게 만들고, 산소를 인접 조직 세포로 더 쉽게 방출되도록 한다. 2,3-비스포스포글리세르산은 일어날 가능성이 가장 높은 조건에서 조직의 저산소증을 예방하는 데 도움이 될 수 있는 피드백 루프의 일부이다. 높은 고도(높은 고도에 순응한 사람들의 경우 2,3-비스포스포글리세르산의 수준이 더 높음), 기도 폐쇄 또는 울혈성 심부전과 같은 조직의 산소 농도가 낮은 조건은 적혈구가 2,3-비스포스포글리세르산을 더 많이 생성하도록 하는 경향이 있다. 이는 pH와 산소의 변화가 이를 만들고 분해하는 효소를 조절하기 때문이다. 2,3-비스포스포글리세르산(2,3-BPG)의 축적은 산소에 대한 헤모글로빈의 친화력을 감소시킨다. 궁극적으로 이러한 메커니즘은 가장 필요한 상황에서 적혈구로부터 산소의 방출을 증가시킨다. 이러한 방출은 산소에 대한 헤모글로빈의 결합 친화도가 낮은 pH와 고농도의 이산화 탄소에 의해 감소되는 보어 효과에 의해 강화된다. 에너지 요구량이 높은 조직에서는 산소가 빠르게 소모되어 H+와 이산화 탄소의 농도가 증가한다. 보어 효과에 의해 헤모글로빈은 산소를 필요로 하는 세포에 더 많은 산소를 공급하도록 유도된다. 이에 반해 2,3-비스포스포글리세르산은 관련 단백질인 미오글로빈에는 영향을 미치지 않는다.
임산부의 경우 세포 내의 2,3-비스포스포글리세르산(2,3BPG)가 30% 증가한다. 이것은 산소에 대한 모체의 헤모글로빈의 친화력을 낮추기 때문에 모체의 자궁동맥에서 더 많은 산소가 태아에게 전달되도록 한다. 태아의 헤모글로빈은 2,3-비스포스포글리세르산에 대한 민감도가 낮기 때문에 산소에 대한 친화력이 더 높다. 따라서 자궁동맥의 pO2가 낮더라도 태아의 제동맥(탈산소화된 혈액을 운반하는)은 여전히 자궁동맥으로부터 산소를 얻을 수 있다.

## 태아 헤모글로빈
태아 헤모글로빈(HbF)은 2,3-비스포스포글리세르산(2,3-BPG)에 대해 낮은 친화도를 나타내기 때문에 산소에 대한 결합 친화도가 더 높다. 성인 헤모글로빈(HbA)에 비해 증가된 태아 헤모글로빈(HbF)의 산소 결합 친화도는 HbA의 2개의 α/β 이량체와는 대조적으로 2개의 α/γ 이량체를 가지고 있는 태아 헤모글로빈(HbF)에 기인한다. 2,3-비스포스포글리세르산(2,3-BPG) 결합 포켓을 형성하는 데 필수적인 성인 헤모글로빈(HbA)의 β 소단위체의 양으로 하전된 히스티딘 잔기는 태아 헤모글로빈(HbF)의 γ 소단위체에서 세린 잔기로 대체된다. 이처럼 히스티딘 nº143이 소실되어 2,3-비스포스포글리세르산(2,3-BPG)이 태아 헤모글로빈(HbF)과 결합하기 어려워져서 순수한 헤모글로빈처럼 보이게 된다. 성인 헤모글로빈(HbA)에 대한 태아 헤모글로빈(HbF)의 결합 친화력의 증가는 태반을 가로질러 모체에서 태아로의 산소 운반을 촉진한다.
|  |

## 2,3-비스포스포글리세르산과 관련된 질병

### 갑상샘 기능 항진증
2004년의 연구에서 2,3-비스포스포글리세르산(2,3-BPG)의 수준에 대한 갑상샘 호르몬의 영향이 확인되었다. 갑상샘 기능 항진증은 포스포글리세르산 뮤테이스(PGM) 및 비스포스포글리세르산 뮤테이스(BPGM)의 발현 변화에 의해 적혈구에서 2,3-비스포스포글리세르산의 함량을 조절한다. 이러한 결과는 갑상샘 기능 항진증에서 관찰되는 적혈구의 2,3-비스포스포글리세르산 함량 증가가 순환하는 헤모글로빈의 속도 변화에 의존하지 않고, 적혈구의 해당과정 활성에 대한 갑상샘 호르몬의 자극 효과의 직접적인 결과라는 것을 보여준다.

### 만성 빈혈
적혈구는 혈액의 산소 운반 능력이 감소하는 만성 빈혈 환자에서 1~2시간 내에 세포의 2,3-비스포스포글리세르산(2,3-BPG)의 농도를 5배까지 증가시킨다. 그 결과 산소 해리 곡선이 오른쪽으로 이동하고 더 많은 산소가 조직으로 방출된다.

### 저산소증을 동반한 만성 호흡기 질환
최근에 과학자들은 낮은 양의 2,3-비스포스포글리세르산(2,3-BPG)와 높은 고도에서의 고소 폐부종의 발생 사이의 유사성을 발견했다.
|   |                                    | n   | Hb (g/dl)  | 2,3-BPG (mM) |
| - | ---------------------------------- | --- | ---------- | ------------ |
| 1 | 정상 상태                          | 120 | 14.2 ± 1.6 | 4.54 ± 0.57  |
| 2 | 갑상샘 기능 항진증                 | 35  | 13.7 ± 1.4 | 5.66 ± 0.69  |
| 3 | 철 결핍성 빈혈                     | 40  | 10.0 ± 1.7 | 5.79 ± 1.02  |
| 4 | 저산소증을 동반한 만성 호흡기 질환 | 47  | 16.4 ± 2.2 | 5.29 ± 1.13  |

## 혈액 투석
1998년의 연구에서 적혈구의 2,3-비스포스포글리세르산(2,3-BPG)의 농도가 혈액 투석 과정에서 분석되었다. 2,3-비스포스포글리세르산(2,3-BPG)의 농도는 2,3-BPG/Hb4 비율로 헤모글로빈 사량체(Hb4) 농도에 대해 표현되었다. 생리학적으로 2,3-비스포스포글리세르산(2,3-BPG) 수준의 증가는 이 과정에서 자주 관찰되는 저산소증을 상쇄할 것으로 예상된다. 그럼에도 불구하고 결과는 2,3-BPG/Hb4 비율이 감소되었음을 보여주었다. 이것은 절차 그 자체 때문이다. 적혈구에 대한 기계적 스트레스는 2,3-비스포스포글리세르산(2,3-BPG)의 방출을 유발하는 것으로 믿어지며, 이는 혈액 투석에 의해 제거된다. 칼슘, 인산염, 크레아티닌, 요소 및 알부민의 농도는 2,3-BPG/Hb4 비율의 총 변화와 유의미한 상관관계가 없었다. 그러나 투석 직전에 샘플링된 비율은 환자에게 제공된 에리트로포이에틴(적혈구 형성의 주요 호르몬)의 총 주간 투여량과 유의미한 양의 상관관계가 있었다.

## 같이 보기
- 1,3-비스포스포글리세르산 (1,3-BPG)
- 비스포스포글리세르산 뮤테이스
- 2,3-비스포스포글리세르산 인산가수분해효소
- 산소-헤모글로빈 해리 곡선
- 헤모글로빈

## 참고 문헌
- Berg, J.M., Tymockzko, J.L. and Stryer L. Biochemistry.  (5th ed.). W.H. Freeman and Co, New York, 1995. ISBN 0-7167-4684-0.
- (영어) 2,3 DPG - GPnotebook
- Online medical dictionary
- Nelson, David L.; Cox, Michael M.; Lehninger, Albert L. Principles of Biochemistry. (4th ed.). W.H. Freeman, 2005. ISBN 978-0-7167-4339-2.
- Müller-Esterl, W. Biochemistry: Fundamentals of Medicine and the Science of Life. (2nd ed.). Reverté, 2008. ISBN 978-84-291-7393-2.
- Rodak. Hematology: Clinical Principles and Applications (2nd ed.). Elsevier Science, Philadelphia, 2003. ISBN 950-06-1876-1.
- González-Cinca N, Pérez de la Ossa P, Carreras J, Climent F. "Effects of thyroid hormone and hypoxia on 2,3-bisphosphoglycerate, bisphosphoglycerate synthase and phosphoglycerate mutase in rabbit erythroblasts and reticulocytes in vivo". Unitat de Bioquímica, Departament de Ciéncies Fisiològiques I, Institut d'Investigacions Biomèdiques August Pi i Sunyer, Universitat de Barcelona, Barcelona, Spain, 2004.
- Nielsen AL, Andersen EM, Jørgensen LG, Jensen HA. "Oxygen and 2,3 biphosphoglycerate (2,3-BPG) during haemodialysis". Department of Nephrology, Hvidovre University Hospital, Denmark, 1998.
- "Anales de la Real Academia Nacional de Medicina (cuaderno cuarto)". ISSN 0034-0634